# Planchonella forbesii
Planchonella forbesii är en tvåhjärtbladig växtart som först beskrevs av Spencer Le Marchant Moore, och fick sitt nu gällande namn av Herman Johannes Lam. Planchonella forbesii ingår i släktet Planchonella och familjen Sapotaceae.
Artens utbredningsområde är Papua Nya Guinea. Inga underarter finns listade i Catalogue of Life.